# Rogel·li Huguet i Tagell
Rogel·li Huguet i Tagell   (Barcelona, 20 d'octubre de 1882 - Barcelona, 23 de desembre de 1956) fou un violoncel·lista i compositor català.

## Biografia
Segons el registre de naixement, fou fill de Baldomer Huguet i Buendia, natural de Girona, i de Dolors Tagell i Urell, natural de Barcelona.
Se sap molt poc de la vida d'aquest compositor. Va estudiar a l'Escola Municipal de Barcelona amb el professor Josep Soler i posteriorment va ser pensionat de l'Ajuntament de Barcelona per a estudiar a l'estranger. Després de realitzar una gira de concerts molt brillant per l'estranger, es dedicà per sencer a la composició.
L'any 1922 va rebre del govern francès el nomenament d'Oficial de la Instrucció Pública. Nou anys més tard, el 1931, va ser nomenat cavaller de la Legió d'Honor francesa.
Entre moltes obres cal estacar la suite, escenes andaluses per a orquestra, l'obertura Nerina, diverses sonates i peces de concert per a violoncel, i dues operetes.